# پورت رنفرو
پورت رنفرو (به انگلیسی: Port Renfrew) یک منطقهٔ مسکونی در کانادا است. پورت رنفرو ۱۴۴ نفر جمعیت دارد.